# 篠澤家文書
篠澤家文書（ささざわけもんじょ）は、長野県佐久市岩村田在住の個人が所蔵する古文書。所蔵者は佐久ホテルを代々経営する篠澤家。

## 歴史
篠澤家は近世・江戸時代、遅くとも寛永年間から当地の名主役を歴任した。当地は寛文年間から元禄16年まで天領となり、その後岩村田藩が成立。名主役らは割元職を兼任するようになる。篠澤家は割元・名主のほか、公事宿（郷宿）の役割も担った。篠澤家が重用された理由としては、当時の篠澤家が飛び抜けて高い経済力を有していたというわけではなく、陣屋元に在住していたことが大きいと考えられている。安政6年（1859年）、篠澤家は出入がもととなって解任された。
現代において篠澤家は宿泊施設「佐久ホテル」を経営している。以前は歴史資料の公開にはあまり積極的ではなかったが、経営者の代替わりに伴い方針を転換。インターネットを活用するなどして積極的に情報を発信し、老舗宿として同業他社との差別化を図った結果、歴史に関心を持つ層の集客へとつなげた。公開に踏み切った背景には災害等に起因する資料の滅失に対する危機感によるものだという。

## 研究
2011年（平成23年）から2013年（平成25年）にかけて、関西学院大学文学部教授・志村洋代表による「近世後期、小藩領の支配構造に関する比較史研究」（科学研究費助成事業）の一環として、篠澤家文書の大々的な調査・研究が行われた。
篠澤家文書は1,000点を超える資料から構成されているが、これまではその一部、わずか227点が地誌『長野県史』・『佐久市志』に収録された程度であった。研究者らは5度に渡り、合計14日間の調査を実施。倉庫から取り出した資料をデジタルカメラで撮影、電子化するとともに、表計算ソフトを用いて目録を作成した。本研究において新たに確認した資料の点数は1,382点であった。
本研究の成果物としては以下のようなものがある。
1. 雑誌論文
  1. 志村洋「近世後期信州の西宮えびす社人について」『関西学院史学 39号』関西学院大学、2012年、1 - 36ページ。NAID 40019236038
  2. 志村洋「近世後期の小藩・交代寄合領の大庄屋」『関西学院史学 41号』関西学院大学、2014年、29 - 64ページ。NAID 40020026148
2. 図書
  1. 志村洋・吉田伸之『近世の地域と中間権力』山川出版社、2011年。ISBN 4634523612
  2. 志村洋『長野県佐久市岩村田 岩村田藩割元篠澤家文書目録』関西学院大学文学部日本史学研究室、2014年。